# دیانه کروگر
دیانه کروگر (به آلمانی: Diane Kruger) (زاده ۱۵ ژوئیه ۱۹۷۶) بازیگر و مانکن آلمانی است. در آمریکای شمالی وی برای ایفای نقش هلن در تروآ و نقش بریجت ون همرسمارک در حرامزاده‌های لعنتی مشهور شد. او قبل از ورود به هالیوود در یک شرکت «کفن و دفن» کار می‌کرد.
کروگر سال ۲۰۱۷ برای بازی در فیلم در محوشدگی ساختهٔ فاتح آکین جایزه بهترین بازیگر زن جشنواره فیلم کن را از آنِ خود کرد.

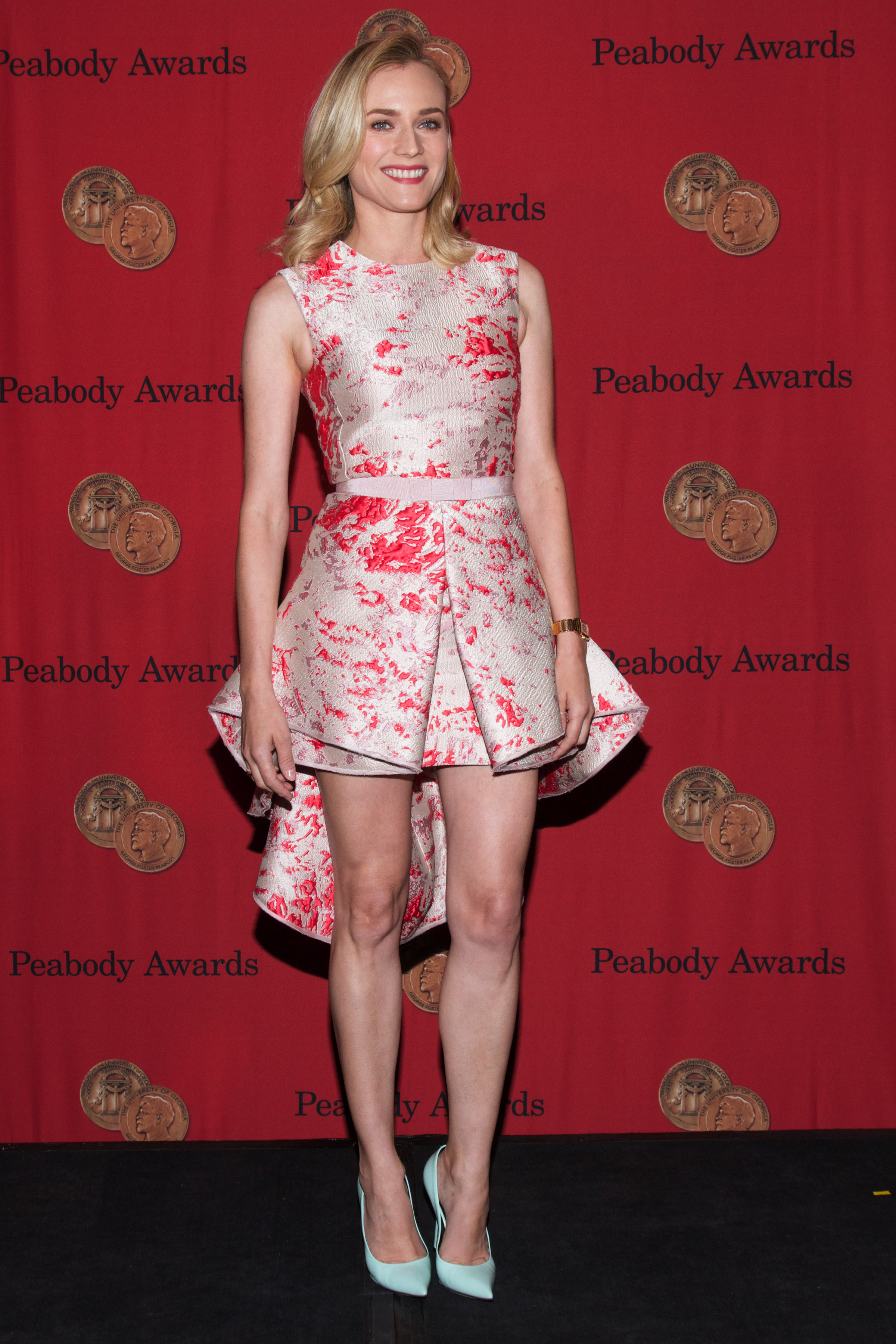

## بخشی از فیلم‌شناسی
- تروآ (۲۰۰۴)
- ویکر پارک (۲۰۰۴)
- گنجینه ملی (۲۰۰۴)
- کریسمس مبارک (۲۰۰۵)
- رونویسی برای بتهوون (۲۰۰۶)
- گنجینه ملی: کتاب رمز (۲۰۰۷)
- جشن شکار (۲۰۰۷)
- بدرود بافانا (۲۰۰۷)
- عصر ظلمت (۲۰۰۷)
- حرامزاده‌های لعنتی (۲۰۰۹)
- آقای نوبادی (۲۰۰۹)
- تنفس (۲۰۱۰)
- فرینج (۲۰۱۰)
- ناشناس (۲۰۱۱)
- بدرود، ملکه من (۲۰۱۲)
- میزبان  (۲۰۱۳)
- فرشته‌های نیکوتر (۲۰۱۴)
- مریلند (۲۰۱۵)
- پدران و دختران (۲۰۱۵)
- نفوذی (۲۰۱۶)
- در محوشدگی (۲۰۱۷)
- جی‌تی لروی (۲۰۱۸)
- به مارون خوش آمدید (۲۰۱۸)
- مأمور مخفی (۲۰۱۹)
- ۳۵۵ (۲۰۲۲)
- مارلو (۲۰۲۲)